# U-72 (1940)
U-72 – niemiecki okręt podwodny typu VII C z okresu II wojny światowej. Okręt wszedł do służby w 1941.

## Historia
Przeznaczony do szkolenia nowych załóg. W odróżnieniu od pozostałych jednostek typu VII C wyposażony tylko w dwie dziobowe wyrzutnie torpedowe zamiast czterech. Nie brał udziału w działaniach bojowych. W dniu 30 marca 1945 uszkodzony podczas amerykańskiego nalotu na porcie w Bremie. Nieremontowany. Zatopiony przez własną załogę 2 maja 1945 roku w ramach operacji Regenbogen.

## Przebieg służby
- 04.01.1941 – 08.06.1941 – 21. Flotylla U-bootów w Neustadt/Pilawie (okręt szkolny)
- 09.06.1941 – 01.07.1941 – 24 Flotylla U-bootów, Kłajpedzie/Trondheim (okręt szkolny)
- 02.07.1941 – 30.03.1945 – 21. Flotylla U-bootów w Pilawie (okręt szkolny)
- 02.05.1945 – zatopiony przez własną załogę

Dowódcy:
- 04.01.1941 – ??.09.1941 – Korvettenkapitan (komandor podporucznik) Hans-Werner Neumann
- ??.09.1941 – 01.12.1941 – Oberleutnant zur See (porucznik marynarki) Helmut Köster
- 02.12.1941 – 06.05.1942 – Kapitanleutnant (kapitan marynarki) Waldemar Mehl
- 07.05.1942 – 19.11.1942 – Oberleutnant zur See (porucznik marynarki) Hans-Martin Scheibe
- 20.11.1942 – 14.12.1943 – Oberleutnant zur See (porucznik marynarki) Helmut Lange
- 15.12.1943 – 19.05.1944 – Oberleutnant zur See (porucznik marynarki) Paul Sander
- 20.05.1944 – ??.03.1945 – Oberleutnant zur See (porucznik marynarki) Karl-Theodor Mayer